# Santa María Jacatepec
Santa María Jacatepec là một đô thị thuộc bang Oaxaca, México. Năm 2005, dân số của đô thị này là 8936 người.